# Saison 1984 de la WTA
Vainqueurs des tournois majeurs

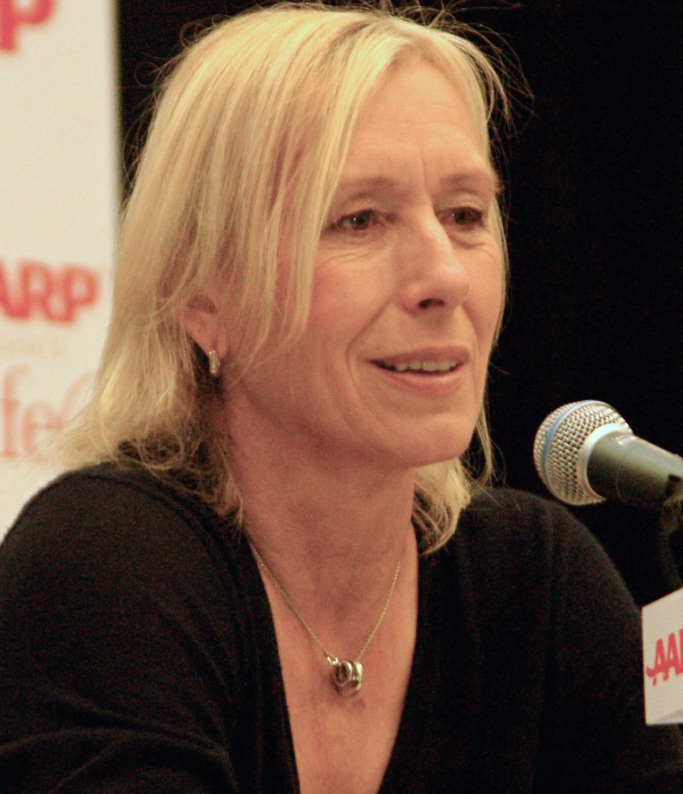
Martina Navrátilová, victorieuse sur trois tournois du Grand Chelem en 1984.

Résultats des tournois de tennis organisés par la Women's Tennis Association (WTA) en 1984.

## Résumé de la saison
La saison 1984 de la Women's Tennis Association (WTA) est dominée de bout en bout par Martina Navrátilová. Victorieuse de treize tournois d'affilée entre janvier et décembre, elle s'impose notamment à Roland-Garros, Wimbledon et à US Open (chaque fois contre Chris Evert en finale), remportant ainsi six tournois du Grand Chelem consécutivement depuis sa victoire à Wimbledon en 1983. Mais Navrátilová échoue en demi-finale de l'Open d'Australie face à Helena Suková.
Chris Evert décroche quant à elle l'Open d'Australie et cinq autres tournois, restant ainsi l'incontestable numéro deux mondiale.
Avec cinq trophées, Hana Mandlíková atteint la troisième place au classement mondial, le plus haut classement dans sa carrière.
L'Allemande Steffi Graf s'impose aux Jeux olympiques de Los Angeles alors que le tennis y est présenté en démonstration.
En double dames, la paire Navrátilová-Shriver réalise le Grand Chelem et s'impose aux Masters, terminant l'année invaincue.

## Palmarès

### Simple
| No | Date       | Nom et lieu du tournoi                             | Catégorie   | Dotation    | Surface         | Vainqueure           | Finaliste            | Score          |         |
| -- | ---------- | -------------------------------------------------- | ----------- | ----------- | --------------- | -------------------- | -------------------- | -------------- | ------- |
| 1  | 02/01/1984 | Virginia Slims of Washington, Washington           | VS Tour C3  | 150 000 $   | Moquette (int.) | Hana Mandlíková      | Zina Garrison        | 6-1, 6-1       | Tableau |
| 2  | 02/01/1984 | Ginny of Nashville, Nashville                      | VS Tour C1+ | 50 000 $    | Dur (int.)      | Jenny Klitch         | Pam Teeguarden       | 6-2, 6-1       | Tableau |
| 3  | 09/01/1984 | Virginia Slims of California, Oakland              | VS Tour C3  | 150 000 $   | Moquette (int.) | Hana Mandlíková      | Martina Navrátilová  | 7-6, 3-6, 6-4  | Tableau |
| 4  | 09/01/1984 | Ginny of Pennsylvania, Hershey                     | VS Tour C1+ | 50 000 $    | Moquette (int.) | Catarina Lindqvist   | Beth Herr            | 6-4, 6-0       | Tableau |
| 5  | 16/01/1984 | Ginny of Colorado, Denver                          | VS Tour C1+ | 50 000 $    | Dur (int.)      | Mary Lou Piatek      | Kim Sands            | 6-1, 6-1       | Tableau |
| 6  | 23/01/1984 | Avon Cup, Marco Island                             | VS Tour C2  | 100 000 $   | Terre (ext.)    | Bonnie Gadusek       | Kathleen Horvath     | 3-6, 6-0, 6-4  | Tableau |
| 7  | 23/01/1984 | Ginny of Pittsburgh, Pittsburgh                    | VS Tour C1+ | 50 000 $    | Moquette (int.) | Andrea Leand         | Pascale Paradis      | 0-6, 6-2, 6-4  | Tableau |
| 8  | 30/01/1984 | Virginia Slims of Houston, Houston                 | VS Tour C3  | 150 000 $   | Moquette (int.) | Hana Mandlíková      | Manuela Maleeva      | 6-4, 6-2       | Tableau |
| 9  | 30/01/1984 | Ginny of Indianapolis, Indianapolis                | VS Tour C1+ | 50 000 $    | Moquette (int.) | Joanne Russell       | Pascale Paradis      | 7-6, 6-2       | Tableau |
| 10 | 06/02/1984 | Virginia Slims of Chicago, Chicago                 | VS Tour C3  | 150 000 $   | Moquette (int.) | Pam Shriver          | Barbara Potter       | 7-6, 2-6, 6-3  | Tableau |
| 11 | 20/02/1984 | Computerland US Indoors, Livingston                | VS Tour C3  | 150 000 $   | Moquette (int.) | Martina Navrátilová  | Chris Evert          | 6-2, 7-6       | Tableau |
| 12 | 27/02/1984 | Virginia Slims Championships, New York             | Masters     | 500 000 $   | Moquette (int.) | Martina Navrátilová  | Chris Evert          | 6-3, 7-5, 6-1  | Tableau |
| 13 | 12/03/1984 | Virginia Slims of Florida, Palm Beach Gardens      | VS Tour C3  | 150 000 $   | Terre (ext.)    | Chris Evert          | Bonnie Gadusek       | 6-0, 6-1       | Tableau |
| 14 | 19/03/1984 | Virginia Slims of Dallas, Dallas                   | VS Tour C3  | 150 000 $   | Moquette (int.) | Hana Mandlíková      | Kathy Jordan         | 7-6, 3-6, 6-1  | Tableau |
| 15 | 26/03/1984 | Virginia Slims of New England, Boston              | VS Tour C3  | 150 000 $   | Moquette (int.) | Hana Mandlíková      | Helena Suková        | 7-5, 6-0       | Tableau |
| 16 | 02/04/1984 | USTA of Miami, Miami                               | VS Tour C1  | 50 000 $    | Terre (ext.)    | Laura Arraya         | Petra Huber          | 6-3, 6-2       | Tableau |
| 17 | 09/04/1984 | Family Circle Cup XII, Hilton Head                 | VS Tour C4  | 200 000 $   | Terre (ext.)    | Chris Evert          | Claudia Kohde-Kilsch | 6-2, 6-3       | Tableau |
| 18 | 16/04/1984 | WTA Championships, Amelia Island                   | VS Tour C4  | 250 000 $   | Terre (ext.)    | Martina Navrátilová  | Chris Evert          | 6-2, 6-0       | Tableau |
| 19 | 23/04/1984 | United Airlines Tournament, Orlando                | VS Tour C4  | 200 000 $   | Terre (ext.)    | Martina Navrátilová  | Laura Arraya         | 6-0, 6-1       | Tableau |
| 20 | 23/04/1984 | South African, Durban                              | VS Tour C1  | 50 000 $    | Dur (ext.)      | Peanut Louie         | Rene Uys             | 6-1, 6-4       | Tableau |
| 21 | 23/04/1984 | Taranto Tournament, Tarente                        | VS Tour C1  | 50 000 $    | Terre (ext.)    | Sandra Cecchini      | Sabrina Goleš        | 6-2, 7-5       | Tableau |
| 22 | 30/04/1984 | Triumph International, Johannesburg                | VS Tour C3  | 150 000 $   | Dur (int.)      | Chris Evert          | Andrea Jaeger        | 6-3, 6-0       | Tableau |
| 23 | 07/05/1984 | Swiss Open, Lugano                                 | VS Tour C2  | 100 000 $   | Terre (ext.)    | Manuela Maleeva      | Iva Budařová         | 6-1, 6-1       | Tableau |
| 24 | 14/05/1984 | German Open, Berlin                                |             | 150 000 $   | Terre (ext.)    | Claudia Kohde-Kilsch | Kathleen Horvath     | 7-6, 6-1       | Tableau |
| 25 | 21/05/1984 | Italian Open, Pérouse                              |             | 150 000 $   | Terre (ext.)    | Manuela Maleeva      | Chris Evert          | 6-3, 6-3       | Tableau |
| 26 | 28/05/1984 | Roland-Garros, Paris                               | G. Chelem   | 680 000 $   | Terre (ext.)    | Martina Navrátilová  | Chris Evert          | 6-3, 6-1       | Tableau |
| 27 | 11/06/1984 | Edgbaston Cup, Birmingham                          | VS Tour C2  | 125 000 $   | Gazon (ext.)    | Pam Shriver          | Anne White           | 7-6, 6-3       | Tableau |
| 28 | 18/06/1984 | Eastbourne International, Eastbourne               |             | 175 000 $   | Gazon (ext.)    | Martina Navrátilová  | Kathy Jordan         | 6-4, 6-1       | Tableau |
| 29 | 25/06/1984 | The Championships, Wimbledon                       | G. Chelem   | 680 000 $   | Gazon (ext.)    | Martina Navrátilová  | Chris Evert          | 7-6, 6-2       | Tableau |
| 30 | 09/07/1984 | Santista Textile Open, Rio de Janeiro              |             | 50 000 $    | Dur (ext.)      | Sandra Cecchini      | Adriana Villagrán    | 6-3, 6-3       | Tableau |
| 31 | 30/07/1984 | Virginia Slims of Newport, Newport (RI)            | VS Tour C3  | 150 000 $   | Gazon (ext.)    | Martina Navrátilová  | Gigi Fernández       | 6-3, 7-6       | Tableau |
| 32 | 06/08/1984 | US Open Clay Courts, Indianapolis                  |             | 200 000 $   | Terre (ext.)    | Manuela Maleeva      | Lisa Bonder          | 6-4, 6-3       | Tableau |
| 33 | 13/08/1984 | United Jersey Bank, Mahwah                         |             | 150 000 $   | Dur (ext.)      | Martina Navrátilová  | Pam Shriver          | 6-4, 4-6, 7-5  | Tableau |
| 34 | 20/08/1984 | Player’s Canadian Open, Montréal                   |             | 200 000 $   | Dur (ext.)      | Chris Evert          | Alycia Moulton       | 6-2, 7-6       | Tableau |
| 35 | 27/08/1984 | US Open, Flushing Meadows                          | G. Chelem   | 1 100 000 $ | Dur (ext.)      | Martina Navrátilová  | Chris Evert          | 4-6, 6-4, 6-4  | Tableau |
| 36 | 10/09/1984 | Ginny of Utah, Salt Lake City                      |             | NC          | Dur (ext.)      | Yvonne Vermaak       | Terry Holladay       | 6-1, 6-2       | Tableau |
| 37 | 17/09/1984 | Ginny of San Diego, San Diego                      | VS Tour C1+ | 50 000 $    | Dur (ext.)      | Debbie Spence        | Betsy Nagelsen       | 6-3, 6-7, 6-4  | Tableau |
| 38 | 17/09/1984 | Maybelline Classic, Fort Lauderdale                |             | 150 000 $   | Dur (ext.)      | Martina Navrátilová  | Michelle Casati      | 6-1, 6-0       | Tableau |
| 39 | 24/09/1984 | Virginia Slims of New Orleans, La Nouvelle-Orléans | VS Tour C3  | 150 000 $   | Moquette (int.) | Martina Navrátilová  | Zina Garrison        | 6-4, 6-3       | Tableau |
| 40 | 24/09/1984 | Ginny of Richmond, Richmond                        | VS Tour C1+ | 50 000 $    | Dur (ext.)      | Joanne Russell       | Michaela Washington  | 6-2, 4-6, 6-2  | Tableau |
| 41 | 01/10/1984 | Virginia Slims of Los Angeles, Los Angeles         | VS Tour C3  | 150 000 $   | Dur (ext.)      | Chris Evert          | Wendy Turnbull       | 6-2, 6-3       | Tableau |
| 42 | 01/10/1984 | Borden Classic, Tokyo                              | VS Tour C1  | 50 000 $    | Dur (ext.)      | Etsuko Inoue         | Beth Herr            | 6-0, 6-0       | Tableau |
| 43 | 08/10/1984 | Florida Federal Open, Tampa                        |             | 150 000 $   | Dur (ext.)      | Michelle Casati      | Carling Bassett      | 6-1, 7-6       | Tableau |
| 44 | 08/10/1984 | Japan Open, Tokyo                                  |             | 50 000 $    | Dur (ext.)      | Lilian Drescher      | Shawn Foltz          | 6-4, 6-2       | Tableau |
| 45 | 15/10/1984 | Porsche Grand Prix, Filderstadt                    |             | 150 000 $   | Dur (int.)      | Catarina Lindqvist   | Steffi Graf          | 6-1, 6-4       | Tableau |
| 46 | 22/10/1984 | Daihatsu Challenge, Brighton                       |             | 175 000 $   | Moquette (int.) | Sylvia Hanika        | Joanne Russell       | 6-3, 1-6, 6-2  | Tableau |
| 47 | 29/10/1984 | European Indoors, Zurich                           | VS Tour C3  | 50 000 $    | Moquette (int.) | Zina Garrison        | Claudia Kohde-Kilsch | 6-1, 0-6, 6-2  | Tableau |
| 48 | 12/11/1984 | National Panasonic Open, Brisbane                  | VS Tour C1  | 150 000 $   | Gazon (ext.)    | Helena Suková        | Elizabeth Smylie     | 6-4, 6-4       | Tableau |
| 49 | 12/11/1984 | Lion’s Cup, Tokyo                                  |             | 200 000 $   | Moquette (int.) | Manuela Maleeva      | Hana Mandlíková      | 6-1, 1-6, 6-4  |         |
| 50 | 19/11/1984 | NSW Building Society, Sydney                       |             | 150 000 $   | Gazon (ext.)    | Martina Navrátilová  | Ann Henricksson      | 6-1, 6-1       | Tableau |
| 51 | 26/11/1984 | Australian Open, Melbourne                         | G. Chelem   | 645 000 $   | Gazon (ext.)    | Chris Evert          | Helena Suková        | 6-74, 6-1, 6-3 | Tableau |
| 52 | 10/12/1984 | Pan Pacific Open, Tokyo                            | VS Tour C4  | 250 000 $   | Moquette (int.) | Manuela Maleeva      | Claudia Kohde-Kilsch | 3-6, 6-4, 6-4  | Tableau |

### Double
| No | Date       | Nom et lieu du tournoi                            | Catégorie   | Dotation    | Surface         | Vainqueures                          | Finalistes                           | Score         |         |
| -- | ---------- | ------------------------------------------------- | ----------- | ----------- | --------------- | ------------------------------------ | ------------------------------------ | ------------- | ------- |
| 1  | 02/01/1984 | Virginia Slims of Washington Washington           | VS Tour C3  | 150 000 $   | Moquette (int.) | Barbara Potter Sharon Walsh          | Leslie Allen Anne White              | 6-1, 6-7, 6-2 | Tableau |
| 2  | 02/01/1984 | Ginny of Nashville Nashville                      | VS Tour C1+ | 50 000 $    | Dur (int.)      | Sherry Acker Candy Reynolds          | Mary Lou Piatek Paula Smith          | 5-7, 7-6, 7-6 | Tableau |
| 3  | 09/01/1984 | Virginia Slims of California Oakland              | VS Tour C3  | 150 000 $   | Moquette (int.) | Martina Navrátilová Pam Shriver      | Rosie Casals Alycia Moulton          | 6-2, 6-3      | Tableau |
| 4  | 09/01/1984 | Ginny of Pennsylvania Hershey                     | VS Tour C1+ | 50 000 $    | Moquette (int.) | Kateřina Skronská Marcela Skuherská  | Ann Henricksson Nancy Yeargin        | 6-1, 6-3      | Tableau |
| 5  | 16/01/1984 | Ginny of Colorado Denver                          | VS Tour C1+ | 50 000 $    | Dur (int.)      | Anne Hobbs Marcella Mesker           | Sherry Acker Candy Reynolds          | 6-2, 6-3      | Tableau |
| 6  | 23/01/1984 | Avon Cup Marco Island                             | VS Tour C2  | 100 000 $   | Terre (ext.)    | Hana Mandlíková Helena Suková        | Anne Hobbs Andrea Jaeger             | 3-6, 6-2, 6-2 | Tableau |
| 7  | 23/01/1984 | Ginny of Pittsburgh Pittsburgh                    | VS Tour C1+ | 50 000 $    | Moquette (int.) | C. Jolissaint Marcella Mesker        | Anna Maria Fernández Trey Lewis      | 7-6, 6-4      | Tableau |
| 8  | 30/01/1984 | Virginia Slims of Houston Houston                 | VS Tour C3  | 150 000 $   | Moquette (int.) | Mima Jaušovec Anne White             | Barbara Potter Sharon Walsh          | 6-4, 3-6, 7-6 | Tableau |
| 9  | 30/01/1984 | Ginny of Indianapolis Indianapolis                | VS Tour C1+ | 50 000 $    | Moquette (int.) | Cláudia Monteiro Yvonne Vermaak      | Beverly Mould Elizabeth Sayers       | 6-7, 6-4, 7-5 | Tableau |
| 10 | 06/02/1984 | Virginia Slims of Chicago Chicago                 | VS Tour C3  | 150 000 $   | Moquette (int.) | Billie Jean King Sharon Walsh        | Barbara Potter Pam Shriver           | 5-7, 6-3, 6-3 | Tableau |
| 11 | 20/02/1984 | Computerland US Indoors Livingston                | VS Tour C3  | 150 000 $   | Moquette (int.) | Martina Navrátilová Pam Shriver      | Jo Durie Ann Kiyomura                | 6-4, 6-3      | Tableau |
| 12 | 27/02/1984 | Virginia Slims Championships New York             | Masters     | 500 000 $   | Moquette (int.) | Martina Navrátilová Pam Shriver      | Jo Durie Ann Kiyomura                | 6-3, 6-1      | Tableau |
| 13 | 05/03/1984 | Bridgestone Doubles Tokyo                         |             | 175 000 $   | Moquette (int.) | Ann Kiyomura Pam Shriver             | Barbara Jordan Elizabeth Sayers      | 6-3, 6-7, 6-3 | Tableau |
| 14 | 12/03/1984 | Virginia Slims of Florida Palm Beach Gardens      | VS Tour C3  | 150 000 $   | Terre (ext.)    | Betsy Nagelsen Anne White            | Rosalyn Fairbank Candy Reynolds      | 2-6, 6-2, 6-2 | Tableau |
| 15 | 19/03/1984 | Virginia Slims of Dallas Dallas                   | VS Tour C3  | 150 000 $   | Moquette (int.) | Leslie Allen Anne White              | Sandy Collins Elizabeth Sayers       | 6-4, 5-7, 6-2 | Tableau |
| 16 | 26/03/1984 | Virginia Slims of New England Boston              | VS Tour C3  | 150 000 $   | Moquette (int.) | Barbara Potter Sharon Walsh          | Andrea Leand Mary Lou Piatek         | 7-6, 6-0      | Tableau |
| 17 | 02/04/1984 | USTA of Miami Miami                               | VS Tour C1  | 50 000 $    | Terre (ext.)    | Pat Medrado Yvonne Vermaak           | Betsy Nagelsen Janet Newberry        | 6-3, 6-3      | Tableau |
| 18 | 09/04/1984 | Family Circle Cup XII Hilton Head                 | VS Tour C4  | 200 000 $   | Terre (ext.)    | Claudia Kohde-Kilsch Hana Mandlíková | Anne Hobbs Sharon Walsh              | 7-5, 6-2      | Tableau |
| 19 | 16/04/1984 | WTA Championships Amelia Island                   | VS Tour C4  | 250 000 $   | Terre (ext.)    | Kathy Jordan Anne Smith              | Anne Hobbs Mima Jaušovec             | 6-4, 3-6, 6-4 | Tableau |
| 20 | 23/04/1984 | United Airlines Tournament Orlando                | VS Tour C4  | 200 000 $   | Terre (ext.)    | Claudia Kohde-Kilsch Hana Mandlíková | Anne Hobbs Wendy Turnbull            | 6-0, 1-6, 6-3 | Tableau |
| 21 | 23/04/1984 | South African Durban                              | VS Tour C1  | 50 000 $    | Dur (ext.)      | Anna Maria Fernández Peanut Louie    | Cláudia Monteiro Beverly Mould       | 7-5, 5-7, 6-1 | Tableau |
| 22 | 23/04/1984 | Taranto Tournament Tarente                        | VS Tour C1  | 50 000 $    | Terre (ext.)    | Sabrina Goleš Petra Huber            | Elena Eliseenko Natasha Reva         | 6-3, 6-3      | Tableau |
| 23 | 30/04/1984 | Triumph International Johannesburg                | VS Tour C3  | 150 000 $   | Dur (int.)      | Rosalyn Fairbank Beverly Mould       | Sandy Collins Andrea Leand           | 6-1, 6-2      | Tableau |
| 24 | 07/05/1984 | Swiss Open Lugano                                 | VS Tour C2  | 100 000 $   | Terre (ext.)    | C. Jolissaint Marcella Mesker        | Iva Budařová Marcela Skuherská       | 6-4, 6-3      | Tableau |
| 25 | 14/05/1984 | German Open Berlin                                |             | 150 000 $   | Terre (ext.)    | Anne Hobbs Candy Reynolds            | Kathleen Horvath Virginia Ruzici     | 6-3, 4-6, 7-6 | Tableau |
| 26 | 21/05/1984 | Italian Open Pérouse                              |             | 150 000 $   | Terre (ext.)    | Iva Budařová Helena Suková           | Kathleen Horvath Virginia Ruzici     | 7-6, 1-6, 6-4 | Tableau |
| 27 | 28/05/1984 | Roland-Garros Paris                               | G. Chelem   | 680 000 $   | Terre (ext.)    | Martina Navrátilová Pam Shriver      | Claudia Kohde-Kilsch Hana Mandlíková | 5-7, 6-3, 6-2 | Tableau |
| 28 | 11/06/1984 | Edgbaston Cup Birmingham                          | VS Tour C2  | 125 000 $   | Gazon (ext.)    | Leslie Allen Anne White              | Barbara Jordan Elizabeth Sayers      | 7-5, 6-3      | Tableau |
| 29 | 18/06/1984 | Eastbourne International Eastbourne               |             | 175 000 $   | Gazon (ext.)    | Martina Navrátilová Pam Shriver      | Jo Durie Ann Kiyomura                | 6-4, 6-2      | Tableau |
| 30 | 25/06/1984 | The Championships Wimbledon                       | G. Chelem   | 680 000 $   | Gazon (ext.)    | Martina Navrátilová Pam Shriver      | Kathy Jordan Anne Smith              | 6-3, 6-4      | Tableau |
| 31 | 09/07/1984 | Santista Textile Open Rio de Janeiro              |             | 50 000 $    | Dur (ext.)      | Jill Hetherington Hélène Pelletier   | Penny Barg Kylie Copeland            | 6-3, 2-6, 7-6 | Tableau |
| 32 | 30/07/1984 | Virginia Slims of Newport Newport (RI)            | VS Tour C3  | 150 000 $   | Gazon (ext.)    | Anna Maria Fernández Peanut Louie    | Lea Antonoplis Beverly Mould         | 7-5, 7-6      | Tableau |
| 33 | 06/08/1984 | US Open Clay Courts Indianapolis                  |             | 200 000 $   | Terre (ext.)    | Beverly Mould Paula Smith            | Elise Burgin Joanne Russell          | 6-2, 7-5      | Tableau |
| 34 | 13/08/1984 | United Jersey Bank Mahwah                         |             | 150 000 $   | Dur (ext.)      | Martina Navrátilová Pam Shriver      | Jo Durie Ann Kiyomura                | 7-6, 3-6, 6-2 | Tableau |
| 35 | 20/08/1984 | Player’s Canadian Open Montréal                   |             | 200 000 $   | Dur (ext.)      | Kathy Jordan Elizabeth Sayers        | Claudia Kohde-Kilsch Hana Mandlíková | 6-1, 6-2      | Tableau |
| 36 | 27/08/1984 | US Open Flushing Meadows                          | G. Chelem   | 1 100 000 $ | Dur (ext.)      | Martina Navrátilová Pam Shriver      | Anne Hobbs Wendy Turnbull            | 6-2, 6-4      | Tableau |
| 37 | 10/09/1984 | Ginny of Utah Salt Lake City                      |             | NC          | Dur (ext.)      | Anne Minter Elizabeth Minter         | Heather Crowe Robin White            | 6-1, 6-2      | Tableau |
| 38 | 17/09/1984 | Ginny of San Diego San Diego                      | VS Tour C1+ | 50 000 $    | Dur (ext.)      | Betsy Nagelsen Paula Smith           | Terry Holladay Iwona Kuczyńska       | 6-2, 6-4      | Tableau |
| 39 | 17/09/1984 | Maybelline Classic Fort Lauderdale                |             | 150 000 $   | Dur (ext.)      | Martina Navrátilová Elizabeth Sayers | Barbara Potter Sharon Walsh          | 2-6, 6-2, 6-3 | Tableau |
| 40 | 24/09/1984 | Virginia Slims of New Orleans La Nouvelle-Orléans | VS Tour C3  | 150 000 $   | Moquette (int.) | Martina Navrátilová Pam Shriver      | Wendy Turnbull Sharon Walsh          | 6-4, 6-1      | Tableau |
| 41 | 24/09/1984 | Ginny of Richmond Richmond                        | VS Tour C1+ | 50 000 $    | Dur (ext.)      | Elizabeth Minter Joanne Russell      | Jennifer Mundel Felicia Raschiatore  | 6-4, 3-6, 7-6 | Tableau |
| 42 | 01/10/1984 | Virginia Slims of Los Angeles Los Angeles         | VS Tour C3  | 150 000 $   | Dur (ext.)      | Chris Evert Wendy Turnbull           | Bettina Bunge Eva Pfaff              | 6-2, 6-4      | Tableau |
| 43 | 01/10/1984 | Borden Classic Tokyo                              | VS Tour C1  | 50 000 $    | Dur (ext.)      | Mercedes Paz Ronni Reis              | Emilse Raponi Adriana Villagrán      | 6-4, 7-5      | Tableau |
| 44 | 08/10/1984 | Florida Federal Open Tampa                        |             | 150 000 $   | Dur (ext.)      | Carling Bassett Elizabeth Sayers     | Mary Lou Piatek Wendy White          | 6-4, 6-3      | Tableau |
| 45 | 08/10/1984 | Japan Open Tokyo                                  |             | 50 000 $    | Dur (ext.)      | Betsy Nagelsen Candy Reynolds        | Emilse Raponi Adriana Villagrán      | 6-3, 6-2      | Tableau |
| 46 | 15/10/1984 | Porsche Grand Prix Filderstadt                    |             | 150 000 $   | Dur (int.)      | Claudia Kohde-Kilsch Helena Suková   | Bettina Bunge Eva Pfaff              | 6-2, 4-6, 6-3 | Tableau |
| 47 | 22/10/1984 | Daihatsu Challenge Brighton                       |             | 175 000 $   | Moquette (int.) | Alycia Moulton Paula Smith           | Barbara Potter Sharon Walsh          | 6-7, 6-3, 7-5 | Tableau |
| 48 | 29/10/1984 | European Indoors Zurich                           | VS Tour C3  | 50 000 $    | Moquette (int.) | Andrea Leand Andrea Temesvári        | Claudia Kohde-Kilsch Hana Mandlíková | 6-1, 6-3      | Tableau |
| 49 | 12/11/1984 | National Panasonic Open Brisbane                  | VS Tour C1  | 150 000 $   | Gazon (ext.)    | Martina Navrátilová Pam Shriver      | Bettina Bunge Eva Pfaff              | 6-3, 6-2      | Tableau |
| 50 | 19/11/1984 | NSW Building Society Sydney                       |             | 150 000 $   | Gazon (ext.)    | Claudia Kohde-Kilsch Helena Suková   | Wendy Turnbull Sharon Walsh          | 6-2, 7-6      | Tableau |
| 51 | 26/11/1984 | Australian Open Melbourne                         | G. Chelem   | 645 000 $   | Gazon (ext.)    | Martina Navrátilová Pam Shriver      | Claudia Kohde-Kilsch Helena Suková   | 6-3, 6-4      | Tableau |
| 52 | 10/12/1984 | Pan Pacific Open Tokyo                            | VS Tour C4  | 250 000 $   | Moquette (int.) | Claudia Kohde-Kilsch Helena Suková   | Elizabeth Smylie Catherine Tanvier   | 6-4, 6-1      | Tableau |

### Double mixte
| No | Date       | Nom et lieu du tournoi      | Catégorie | Dotation    | Surface      | Vainqueures                   | Finalistes                       | Score         |         |
| -- | ---------- | --------------------------- | --------- | ----------- | ------------ | ----------------------------- | -------------------------------- | ------------- | ------- |
| 1  | 28/05/1984 | Roland-Garros Paris         | G. Chelem | 680 000 $   | Terre (ext.) | Anne Smith Dick Stockton      | Anne Minter Laurie Warder        | 6-2, 6-4      | Tableau |
| 2  | 25/06/1984 | The Championships Wimbledon | G. Chelem | 680 000 $   | Gazon (ext.) | Wendy Turnbull John Lloyd     | Kathy Jordan Steve Denton        | 6-3, 6-3      | Tableau |
| 3  | 27/08/1984 | US Open Flushing Meadows    | G. Chelem | 1 100 000 $ | Dur (ext.)   | Manuela Maleeva Tom Gullikson | Elizabeth Sayers John Fitzgerald | 2-6, 7-5, 6-4 | Tableau |

## Classements de fin de saison
| Rang | Joueuse              |
| ---- | -------------------- |
| 1    | Martina Navrátilová  |
| 2    | Chris Evert          |
| 3    | Hana Mandlíková      |
| 4    | Pam Shriver          |
| 5    | Wendy Turnbull       |
| 6    | Manuela Maleeva      |
| 7    | Helena Suková        |
| 8    | Claudia Kohde-Kilsch |
| 9    | Zina Garrison        |
| 10   | Kathy Jordan         |

| Rang | Joueuse              |
| ---- | -------------------- |
| 1    | Martina Navrátilová  |
| 2    | Pam Shriver          |
| 3    | Barbara Potter       |
| 4    | Kathy Jordan         |
| 5    | Claudia Kohde-Kilsch |
| 6    | Sharon Walsh         |
| 7    | Wendy Turnbull       |
| 8    | Helena Suková        |
| 9    | Ann Kiyomura         |
| 10   | Jo Durie             |

## Coupe de la Fédération
| Date     | Lieu                             | Surf.        | Vainqueur                     | Finaliste                                   | Score |         |
| 15/07/84 | São Paulo, Pinheiros Sports Club | Terre (ext.) | Hana Mandlíková Helena Suková | Anne Minter Elizabeth Smylie Wendy Turnbull | 2-1   | Tableau |

## Wightman Cup
Épreuve conjointement organisée par l'United States Tennis Association et la Lawn Tennis Association.
| Date | Lieu        | Vainqueur  | Perdant     | Score |
|      | Royaume-Uni | États-Unis | Royaume-Uni |       |

## Sources
- (en) WTA Tour : site officiel
- (en) [PDF] WTA Tour : palmarès complet 1971-2011